# Boktjasker (Wouterswoude)
De boktjasker uit de Friese  plaats Wouterswoude  is een tjasker in het Nederlands Openluchtmuseum te Arnhem. Van oorsprong bemaalde dit molentje in Wouterswoude vanaf 1875 10 hectare ontgonnen rietland. 
Het 6,70 m grote, houten gevlucht is Oud-Hollands opgehekt. De houten as is 7,40 m lang. De molen heeft een ijzeren hoepelvang. Het molentje sierde lange tijd de grote weide van het openluchtmuseum, maar is in 2002 elders op het museumterrein opgebouwd. Door het gedeeltelijk ontbreken van de kruibaan kan het molentje niet op alle windrichtingen draaien. Door de ongunstige ligging is werking alleen bij harde wind mogelijk, maar in principe is het molentje maalvaardig.

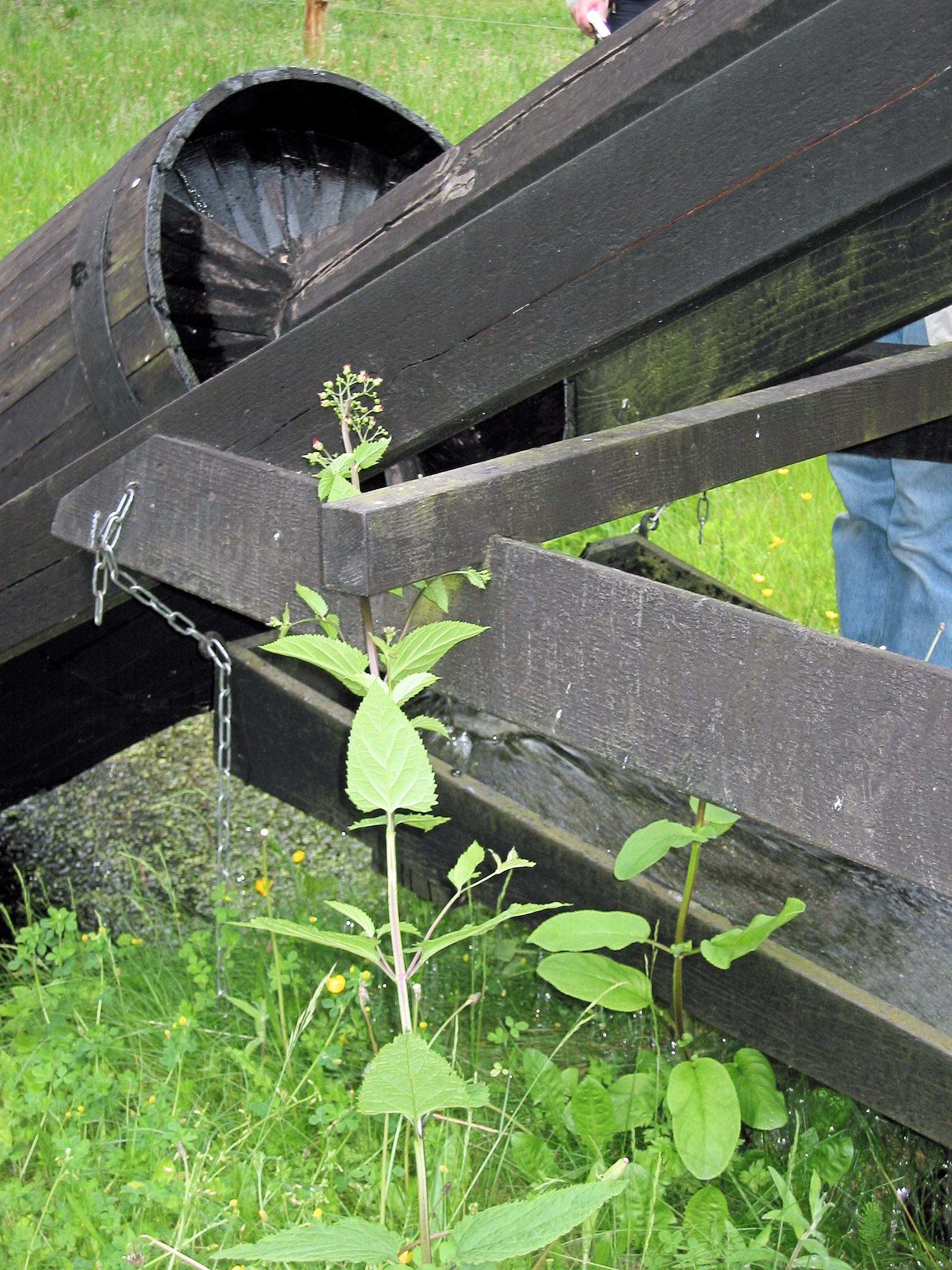
Ton
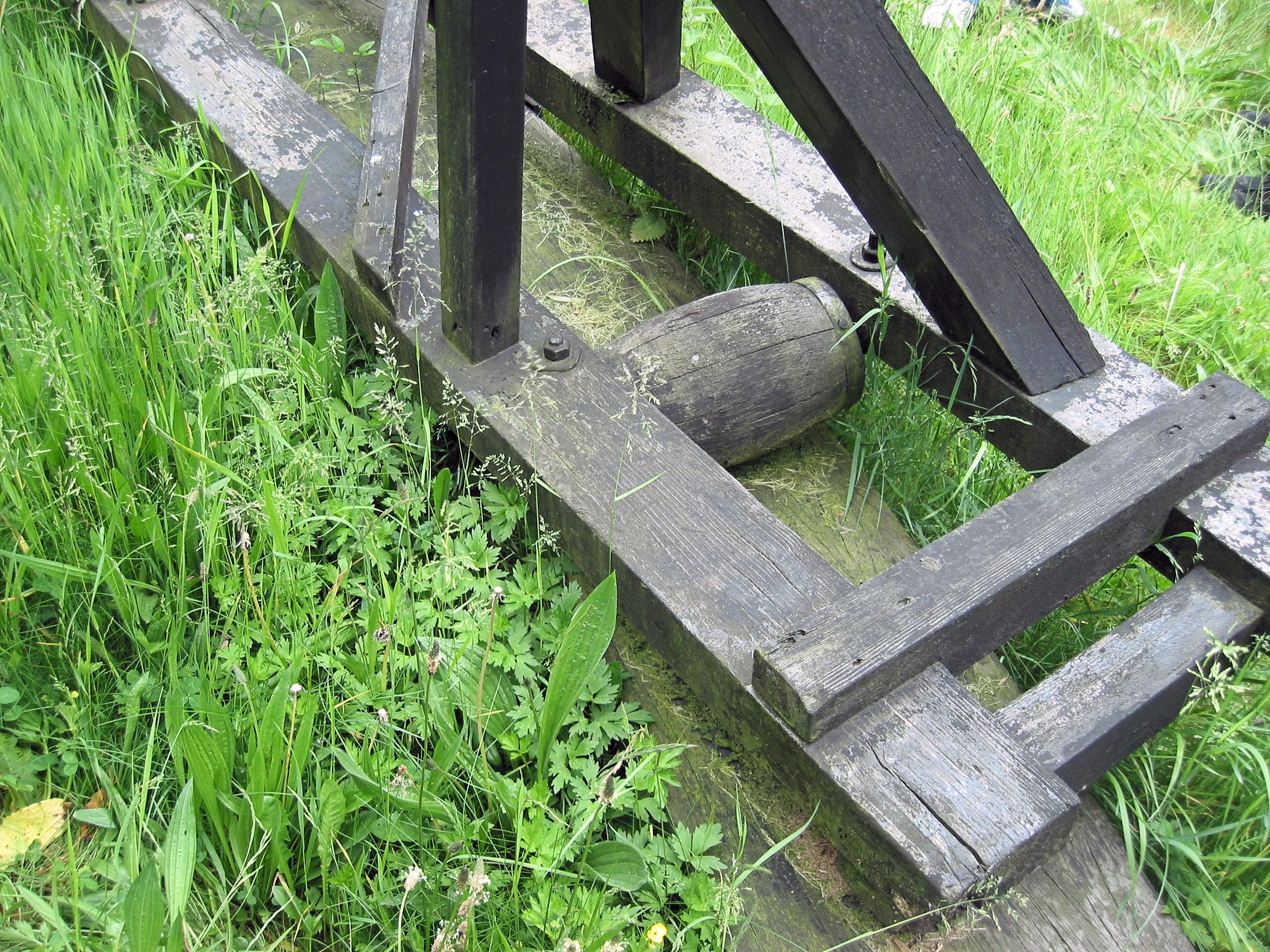
Rollenkruiwerk
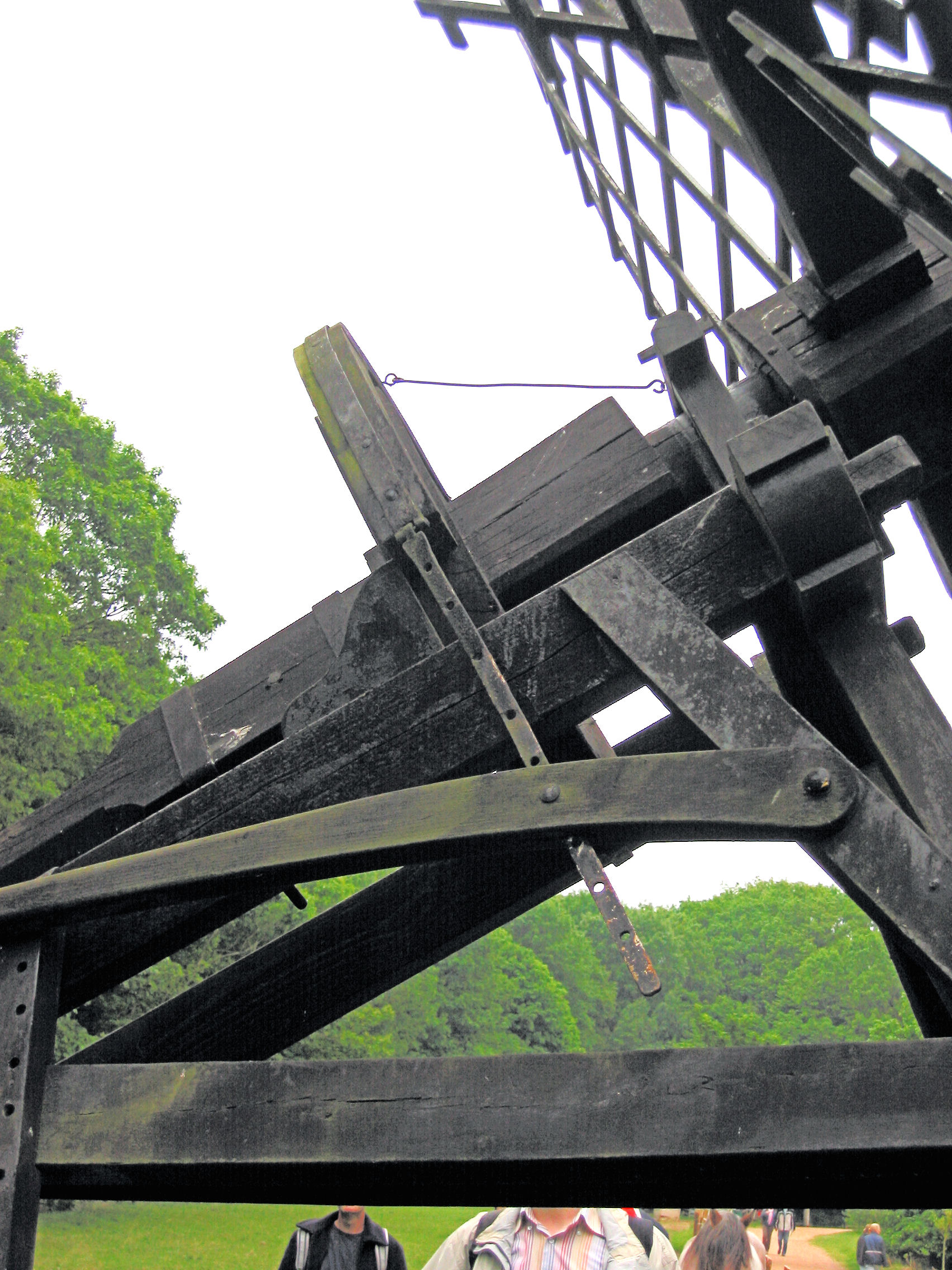
Vang
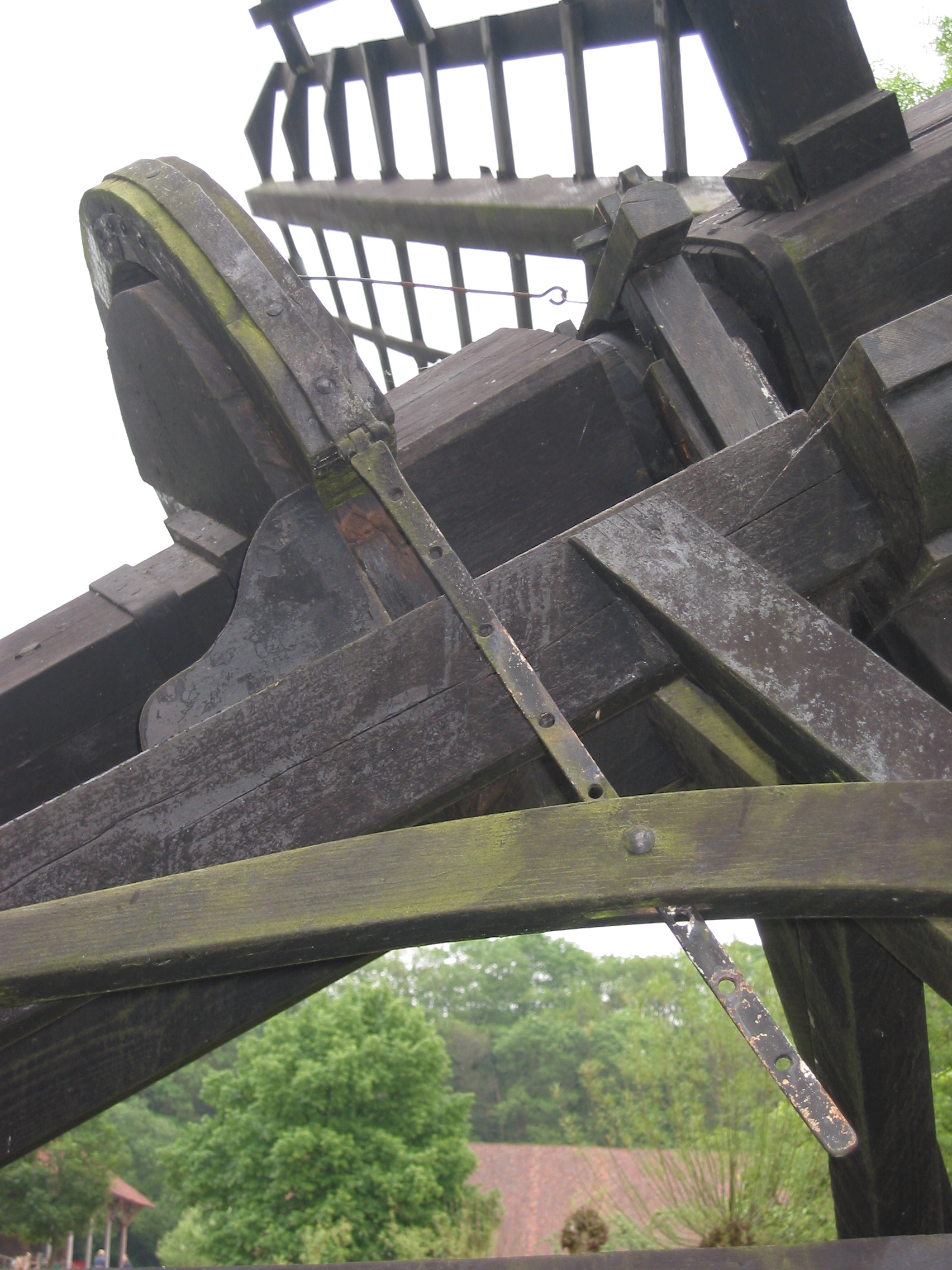
Vang